# Балакин, Николай Александрович
Николай Александрович Балакин (укр. Микола Олександрович Балакін; род. 5 января 1989, Киев) — украинский футбольный судья, представляющий Киевскую область. Самый молодой представитель судейской династии Балакиных: его дед Николай Николаевич имел категорию арбитра ФИФА, а у отца Александра Николаевича была всесоюзная категория.

## Биография
Родился 5 января 1989 года в Киеве. Окончил Национальный университет физического воспитания и спорта.
Уже в 21-летнем возрасте судил поединки второй лиги Украины. За несколько лет прошел путь к Премьер-лиге, где дебютировал 18 июля 2015 года в матче первого тура сезона 2015/16 «Олимпик» — «Черноморец». Уже вскоре обслуживал матчи грандов украинского футбола, например, поединок «Шахтёр» — «Заря» в сентябре 2016 года. В декабре 2016 года стал арбитром ФИФА.
В 2025 году в обслуживал финальный матч Кубка Украины.

## Статистика в элитном дивизионе
По состоянию на 12 октября 2016 года:
И — игры, Ж — жёлтые карточки, К — красные карточки, П — пенальти
| Сезон   | И  | Ж  | К | П |
| ------- | -- | -- | - | - |
| 2015/16 | 10 | 57 | 5 | 6 |
| 2016/17 | 4  | 19 | 1 | 2 |
| Всего   | 14 | 76 | 6 | 8 |